# Hedwiges Maduro
Hedwiges Maduro (Almere, 13 de febrer del 1985) és un exfutbolista neerlandès que va jugar entre altres per l'AFC Ajax, el València CF i el Sevilla FC. El 2018 va anunciar la seva retirada.